# Kingfisher (Bier)

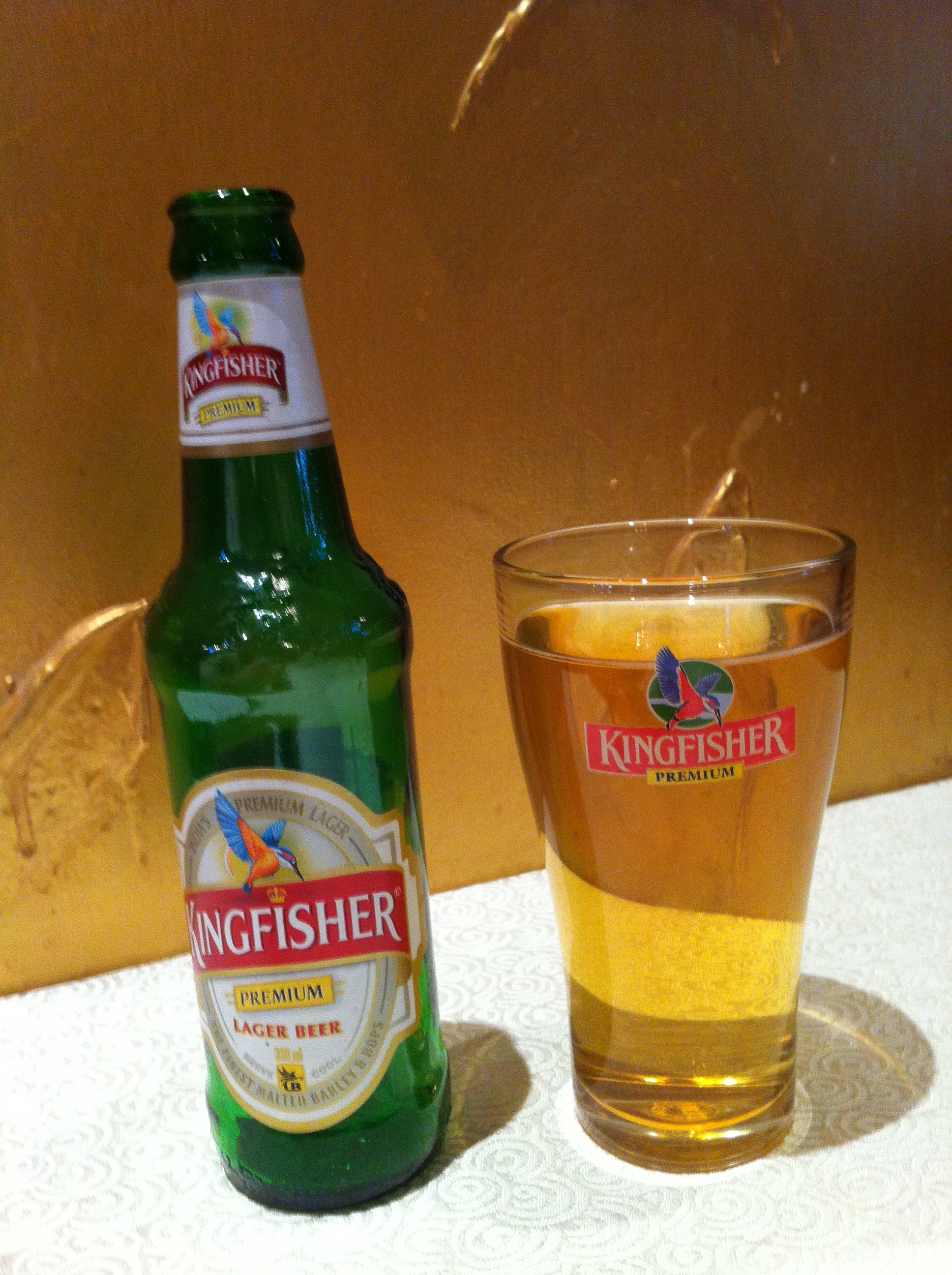
Eine Flasche Kingfisher-Bier

Kingfisher ist eine seit 1857 existierende, und mit 36 % Marktanteil die meistgekaufte Biermarke Indiens. Gebraut werden die Kingfisher-Biere von der United Breweries Group. Sie werden in 52 Länder exportiert. Hauptsitz des Konzerns ist in Bengaluru.

## Produkte
- Kingfisher Premium beer
- Kingfisher Strong beer
- Kingfisher Draught beer
- Kingfisher Blue beer
- Kingfisher Ultra beer
- Kingfisher Red beer
- Kingfisher Strong Fresh beer
- Kingfisher Bohemia wine